# ティーボール

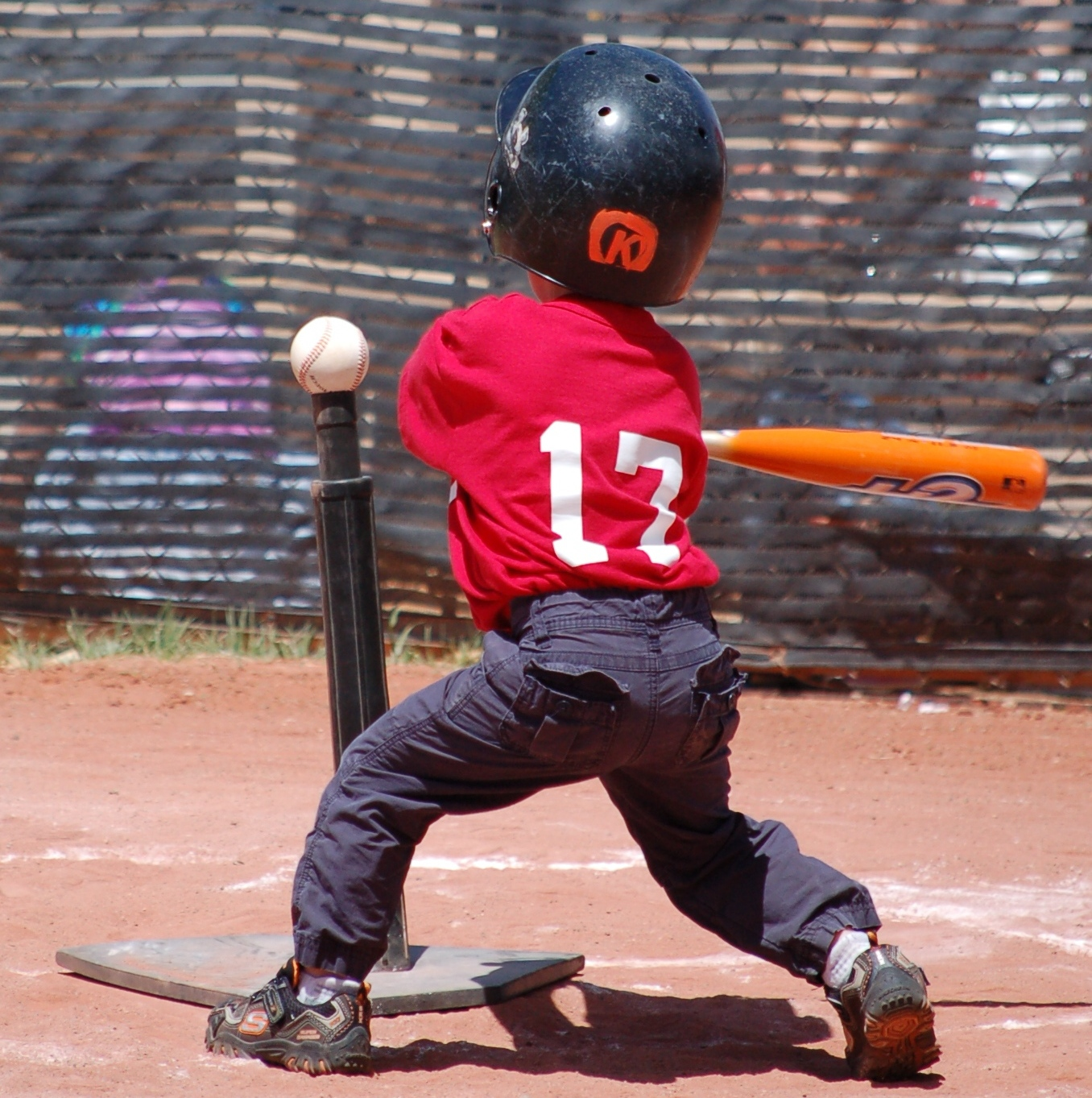
ティーボールのバッティング

ティーボール（英:Teeball）は、野球やソフトボールに似た屋外球技。ニュースポーツのひとつで、1988年に国際野球連盟と国際ソフトボール連盟が協力して考案した、ピッチャーのいない球技である。小学校の体育でも行うことがある。

## 人数
- 競技者の数は10～15人となっている。双方、同じ数にしなくてはならない。
- 守備者は、10名となっている。それぞれ本塁手（ホームベースマン）、一塁手（ファーストベースマン）、二塁手（セカンドベースマン）、三塁手（サードベースマン）、第一遊撃手（ファーストショートストップ）、第二遊撃手（セカンドショートストップ）の6人の内野手と左翼手（レフトフィルダー）、第一中堅手（レフトセンターフィルダー）、第二中堅手（ライトセンターフィルダー）、右翼手（ライトフィルダー）の4人の外野手に分かれている。他の選手はエキストラヒッター（打撃のみの選手）になっている。

## 競技方法
- ピッチャーのいない球技であるため、打者は、審判の「プレイ」の宣告後、バッティングティーの上に置かれたボールを打つ。
- 打撃時の軸足の移動は1歩まで、2歩以上動いた場合、1ストライクが加えられる。ツーストライク後からこれを行った場合には、三振扱いになる。
- 打者がボールを打たずに、ティーを打った場合は、空振りでワンストライクが加えられる。ツーストライク後からこれを行った場合は、打者は三振扱いになる。
- ツーストライク後からのファウルは、打者はアウトになる
- バントやプッシュバントは認められていない。ツーストライク後からこれを行ったときは、打者はアウトになる
- 本塁手（ホームベースマン）、つまりキャッチャーは打者が打撃を完了するまでは、バッターズサークルの外にいなければならないことになっている。
- 走者は打者が打った後、離塁することが可能である。走者の離塁が早い場合は走者は離塁アウトになる
- 盗塁は認められていない
- スライディングは禁止。行った場合は走者はアウトになる。走者の1塁、2塁、3塁での駆け抜けは認められる（走者は塁ベースを駆け抜けた後、進塁の意志がない場合には野手にタッチされてもアウトにならないこととなっている）